# Arrêt-Darré
Pour les articles homonymes, voir Arrêt et Darré.
L'Arrêt-Darré est une rivière qui traverse le département des Hautes-Pyrénées en région Occitanie et un affluent gauche de l'Arros dans le bassin versant de l'Adour.

## Géographie
De 25,5 kilomètres, il prend sa source sur la commune de Bagnères-de-Bigorre (Hautes-Pyrénées), à 600 mètres d'altitude.
Il coule du sud-ouest vers le nord-est et se jette dans l'Arros à Goudon, 600 mètres au sud-ouest du bourg, à 225 mètres d'altitude.

### Communes et département traversés
Dans le seul département des Hautes-Pyrénées, l'Arrêt-Darré traverse vingt-quatre communes et quatre cantons : dans le sens amont vers aval : Bagnères-de-Bigorre (source), Pouzac, Hauban, Ordizan, Orignac, Antist, Montgaillard, Vielle-Adour, Hitte, Bernac-Dessus, Barbazan-Dessus, Fréchou-Fréchet, Oueilloux, Mascaras, Lhez, Angos, Bordes, Lespouey, Sinzos, Lansac, Laslades, Moulédous, Gonez et Goudon (confluence). 
Soit en termes de cantons, l'Arrêt-Darré prend source dans le canton de la Haute-Bigorre, arrose les cantons de canton du Moyen-Adour et canton de la Vallée de l'Arros et des Baïses.

## Lac de l'Arrêt-Darré

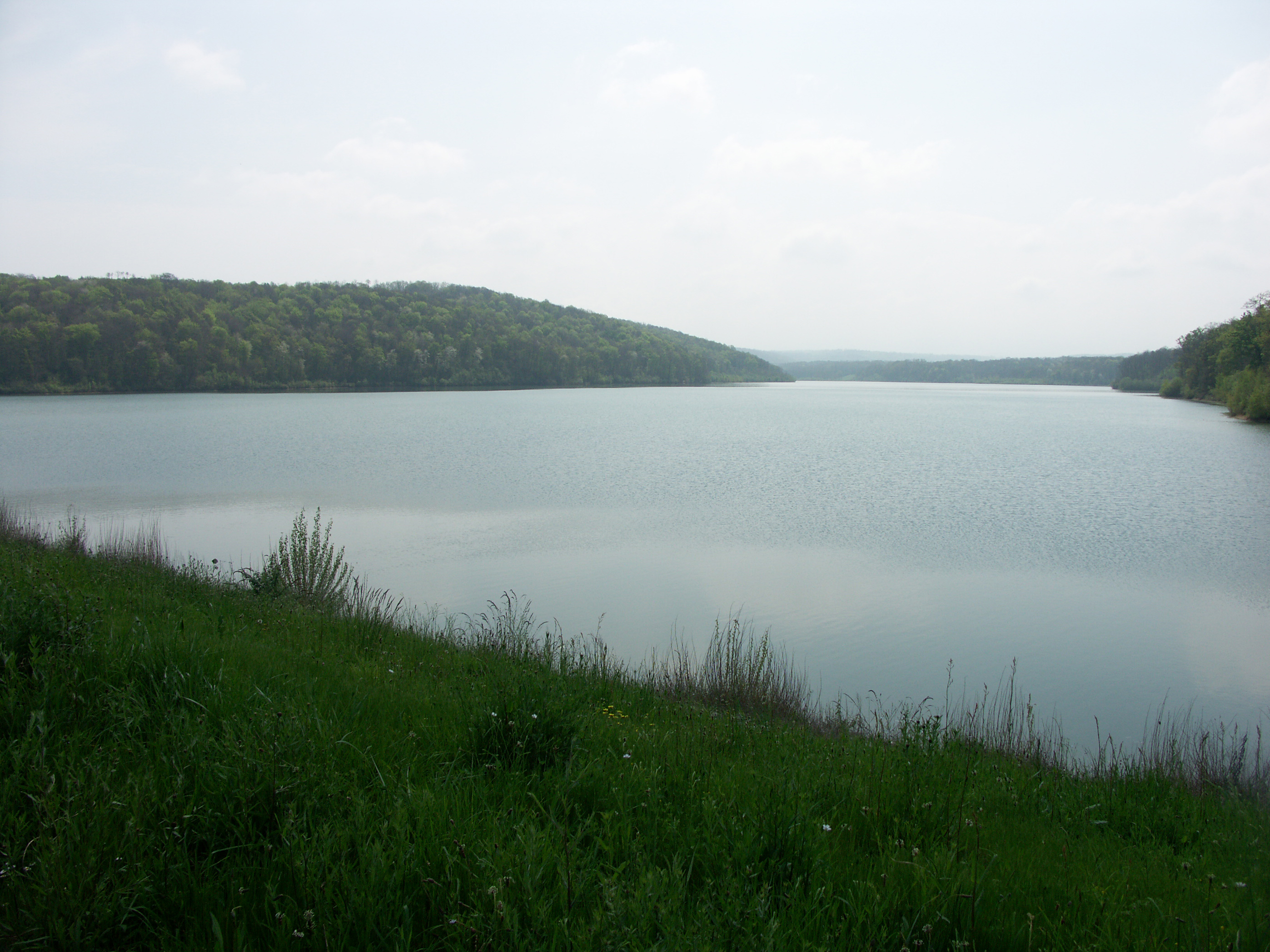
Le lac de barrage collinaire de l'Arrêt-Darré (Hautes-Pyrénées) en service depuis 1996.

Entre les communes de Lespouey en amont, de Coussan et Gonez en aval, la rivière alimente un lac de barrage collinaire de 110 ha. La digue, en service depuis 1996, haute de 27 m, a pour but le soutien des étiages de l'Arros et de l'Estéous, la satisfaction des besoins en irrigation. Le lac est en remplissage de décembre à mai, en vidange de juin à novembre. Il abrite une faune piscicole variée : sandres, perches, carpes, gardons. Une zone de frayère occupe la partie sud du lac.

## Affluents
L'Arrêt-Darré a seize affluents référencés dont :
- (G) Ruisseau de l'Arrézous, 2,2 km, qui conflue sur Antist et avec un affluent de 2,2 km ;
- (D) Ruisseau la Grave, 2,3 km, sur Hitte et Orignac ;
- (G) Ruisseau le Baquarat, 1,8 km, sur Bernac-Dessus et Vielle-Adour ;

- (D) Ruisseau de Lascastagnères, 2,4 km, qui se joint à Arrêt-Darré à l'ouest du bourg d'Oueilloux avec un affluent de 0,6 km ;
- (D) Riou-Darré, 4,2 km, sur Luc, Oléac-Dessus et Oueilloux ;
- (G) Ruisseau le Lassarenc[notes 1], 7,1 km sur Allier, Angos, Barbazan-Dessus, Lhez, Mascaras et Montignac ;
- (G) Ruisseau de Larribau, 3,8 km, sur Lansac, Lespouey et Sinzos ;
- (G) Ruisseau de Lecaya, 4,4 km, sur Lansac et Laslades ;
- (G) Ruisseau de Lasbaroués, 3,8 km, sur Coussan, Gonez, Goudon, Laslades et Souyeaux.

Géoportail référence aussi :
- (G)ruisseau le Goutillou, qui conflue dans la retenue d'eau, à hauteur de Laslades.

(D) rive droite ; (G) rive gauche.

## Hydrologie
L'Arrêt-Darré traverse une seule zone hydrologique L'Arrêt-Darré (Q055) de 58 km2 de superficie. Le rang de Strahler est de trois.